# مملكة الأبواب المسيحية
مملكة الأبواب مملكة نوبية تعود للقرون الوسطى تقع في ما يعرف حاليا بوسط السودان. كانت الأبواب واحدة من أهم ولايات مملكة علوة، ظهرت كمملكة مستقلة منذ عام 1276. ذكرها المؤرخون والرحالة العرب في المصادر العربية فيما يتعلق بالحروب بين جارتها الشمالية ماكوريا وسلطنة المماليك المصرية، واختلفوا في تحديد موقعها الجغرافي. تم ذكرها في عام 1367 للمرة الأخيرة، ولكن بناءً على الفخار وجد أنه قد استمر وجود المملكة حتى القرن الخامس عشر، وربما حتى القرن السادس عشر. في عهد فونج الملك عمارة دنقاس (ص.   1504-1533 / 4) من المعروف أن المنطقة أصبحت جزءًا من سلطنة الفونج.

## الموقع
الأبواب لا تزال غير محددة بدقة. كتب الأسواني في القرن العاشر أن عطبرة كانت تقع داخل منطقة الأبواب، لكنه أشار أيضًا إلى أن حدودها الشمالية كانت في اتجاه الشمال، عند منعطف النيل الكبير. في عام 1317، كان موقع الأبواب حول ملتقى عطبرة والنيل، في عام 1289 ثبت أنه يمكن الوصول إليه بعد السفر ثلاثة أيام من جزيرة مقرات، مما يشير إلى أن حدودها الشمالية كانت على مقربة من أبو حمد.   في أوائل القرن العشرين، لوحظ أن السودانيين استخدموا مصطلح الأبواب لوصف المنطقة على مقربة من مروي.  عالم الآثار ديفيد إدواردز أن الثقافة المادية لوادي النيل بين أبو حمد، حيث ينحني النيل غربًا، وكان عطبرة مرتبطًا بمكورية بدلاً من ألوديا. 

## التاريخ
لا يُعرف سوى القليل عن تاريخ الأبواب.  قبل أن تصبح مستقلة كانت مقاطعة مملكة علوة.  يبدو أن المقاطعة كان يحكمها مسؤول يعينه ملك الوديان.  تشير الدلائل الأثرية من سوبا، عاصمة مملكة علوة، إلى انخفاض في المدينة وبالتالي المملكة بأكملها من القرن الثاني عشر.  أليس معروفًا كيف انفصل الأبواب عن علوة،  ولكن بحلول عام 1276 ظهر كمملكة مستقلة  والتي، وفقًا للمفاضل، تسيطر على «مناطق شاسعة».  وقد ذكر في ما يتعلق بالحرب بين المقرة وسلطنة المماليك: ديفيد للمقرة هاجموا عيذاب وأسوان، مما أدى إلى السلطان المملوكي بيبرس للرد. في مارس 1276 وصل الأخير إلى دنقلا، حيث هُزم ديفيد في المعركة. بعد ذلك فر إلى مملكة الأبواب في الجنوب. ومع ذلك، قام أدور، ملك الأبواب، بتسليمه للمسلمين،  والذي، طبقًا للنويري، حدث بعد أن هزم أدور ديفيد في المعركة وأسره بعد ذلك.  صرح المفاضل أنه سلم داود لأنه كان يخاف من السلطان المملوكي.  نتيجة لهذه الحرب، تم تأسيس ملك للعرائس المملوكيين في دنقلا،  وكان يراقبه قاتل من الأباب. 
في 1286 ذكر آدور مرة أخرى. تم تسجيله على أنه أرسل سفيراً إلى السلطان المملوكي، الذي لم يقدم له سوى الهدايا على شكل فيل وزرافة، ولكنه أعلن أيضًا عن طاعته.  علاوة على ذلك، اشتكى السفير من العداء لملك الدمية المملوك في دنقلا.  أوائل العام التالي، أعاد المماليك سعادة السفير.  في عام 1290، قيل أن أدور شن حملة ضد ملك ماكوريا يدعى أي، والذي فر من البلاد في عام 1289. ومع ذلك، فإنه من غير الواضح من كان أي:  في 1289 تم تسمية الملوك في دنقلا شمعون وبوديما.  الممكن أنه كان مجرد زعيم. بصرف النظر عن الحرب ضد Any ، شارك Adur أيضًا في حملة ضد ملك لم يذكر اسمه غزا أرض Anaj ، وربما كان يشير إلى Alodia. وادعى أنه بمجرد نجاح حملاته، فإن البلاد بأكملها ستكون تحت سلطة السلطان المملوكي.  في عام 1292، اتهم ملك ماكوريا أدور بتدمير بلده. 
في عام 1316 غزا المماليك مرة أخرى ماكوريا، عازمين على استبدال الملك العصيان كارانباس بملك مسلم: برشامبو. هرب كرنباس إلى الأباب، لكن قبل 40 عامًا من استيلاء ملك الأباب عليه وسلمه إلى المماليك.  بعد عام واحد، كان الأبواب على اتصال مباشر مع المماليك: قام جيش من المماليك بمطاردة الألوية البدوية عبر وسط السودان، وتبعهم إلى مدينة سواكين الساحلية، ثم غربًا إلى عطبرة، وتبعوها في اتجاه المنبع حتى الوصول إلى كسلا. في نهاية المطاف فشلوا في التقاط البدو الرحل، سار المماليك إلى أسفل مجرى عطبرة حتى وصلوا إلى الأبواب.  ادعى النويري أن ملك الأبواب، خائفًا جدًا من مقابلة الجيش، أرسل لهم أحكامًا. على الرغم من ذلك، بدأ جيش المماليك في نهب البلاد بحثًا عن الطعام قبل أن يواصل مسيرته أخيرًا إلى دنقلا. 
في القرنين الرابع عشر والخامس عشر، اجتاحت القبائل البدوية معظم أنحاء السودان.  بحلول عام 1367، تم تسجيل أن السلطان المملوكي يتوافق مع شيخ جنيد من قبيلة الجوابرة العربية، فرع من قبيلة بني عكرمة،  الذي وصل إلى النوبة أثناء مرافقة غزوات المماليك.  تم تسجيلها من قبل والقلقشندي قد أقام في مدينة ابواب، جنبا إلى جنب مع القبائل الشيخ العربي آخر يدعى شريف. 
لا يوجد ذكر للأباب في المصادر بعد القرن الرابع عشر.  ومع ذلك، تشير الدلائل الأثرية من المنطقة إلى أن الأباب نجوا حتى ظهور سلطنة الفونج، حيث تم العثور على الفخار المسيحي مع فخار الفونج.  وهكذا، فقد استنتج أن الدولة «بالتأكيد» ازدهرت حتى القرن الخامس عشر وربما حتى القرن السادس عشر.  في عهد الملك Funj الأول، عمارة Dunqas (ص.   1504-1533 / 4)، تم توحيد وادي النيل السوداني في أقصى الشمال حتى دنقلا تحت حكمه. 

## دين
كتب القشقندي في عام 1412 م أن ملك الأباب لديه لقب مماثل لملك أرمينيا، مما يعني أن الأبواب كانت دولة مسيحية. استمر إنتاج الفخار المسيحي في المنطقة حتى ظهور الفونج.  من ناحية أخرى، ربما كان الملك أدور مسلمًا.  وقاتل الذي أمر به السلطان بيبرس لمراقبة الدمية الملك Makurian كان الاسماعيلي مسلم.  كانت القبائل البدوية التي اجتاحت النوبة في القرنين الرابع عشر والخامس عشر مسلمين، وإن كان اسمياً فقط. ومع ذلك فقد ساهموا في أسلمة البلاد عن طريق التزاوج مع النوبيين.  وفقًا للتقاليد السودانية، وصل معلم صوفي إلى المنطقة في القرن الخامس عشر، وادعى البعض أنه استقر في البربر عام 1445، بينما ذكر آخرون أنه استقر بالقرب من المحمودية (شمال مروي) في نهاية القرن ال 15. 

## الشروح
1. ↑  Pottery discovered in a church in western Mograt Island is clearly linked to Makuria, although also showing some Alodian influence.[2]